# 個人旅行
個人旅行（こじんりょこう）とは、旅行の形態のひとつで、個人で実施する観光旅行や帰省、業務旅行など個人が旅行の主体者となる旅行のこと。団体旅行の対義語である。「少人数」「知人同士」の旅行であれば、2人以上での旅行についても用いられることが多い。

## 個人旅行の定義
旅行市場の市場調査などでは旅行形態は団体旅行と個人旅行に分けられる。JTBF旅行実態調査では個人で実施する観光旅行などが個人旅行として扱われている。したがって個人で旅行会社のパック旅行（パッケージツアー）に参加する場合には「個人で実施する観光旅行」に分類され個人旅行として把握される。パッケージツアーを利用する団体旅行は団体ツアー、パッケージツアーを利用する個人旅行は個人ツアーという。
JTBF旅行実態調査では次のような類型が個人旅行とされている。
1. 個人で実施する観光旅行（スポーツ旅行やパック旅行への個人での参加を含む）[1]
2. 帰省や家事、冠婚葬祭関連の旅行[1]
3. 打ち合わせや会議、視察目的の出張や業務旅行[1]

旅行者個人が旅行プランを策定し、航空券やホテルの予約も旅行代理店を通さずに自力で行う旅行形態は自由旅行という。
旅行同行者の有無では一人旅という区分もある。ただし先述のように旅行市場の市場調査たとえばJTBF旅行実態調査では個人で旅行会社のパック旅行に参加する場合も旅程は団体行動となるが個人旅行として把握されている。なお、JTBF旅行実態調査では一人旅（ひとり旅）は観光・レクリエーションを目的とする旅行における同行者の有無による区分に用いられている（JTBF旅行実態調査では個人で実施する観光旅行と帰省や冠婚葬祭など家事に関する旅行は区別されている）。

## 長所と短所

### 長所

#### 自由度の高さ
自由旅行・手配旅行では旅程の制限がほとんど無く、思い通りの旅行が可能である。好きなときに好きな場所を訪問し、好きな食事を取り、宿泊施設も自分の意志で選ぶことができる。旅行中に行き先や日程を変更することすら可能であろう。
受注型企画旅行では旅行中の日程変更こそできないものの、旅行会社が取り扱っている航空会社・宿泊施設の範囲内であれば旅行計画を事前に自由にリクエストできる。中央アジア・南米・アフリカなどのいわゆる「秘境」をガイド付きで安全に回りたい場合にはこれが最適であろう。
募集型企画旅行はいわゆるパッケージツアーであり、中小の旅行会社も含めれば無数の個人向けパッケージツアーが発売されている。現地滞在時間のほとんどが自由時間になっている点と、参加人数が1人でも催行される点が特徴である。旅程の大幅な組み替えこそできないものの、延泊による日程延長、ホテルの選択、現地オプショナルツアーへの参加などを事前にリクエストできるものが多いため、自分の要望に近い旅程を作ることが可能である。

#### 混載が避けられるメリット
1人、または友人知人グループのみで旅行ができるのも大きな長所であろう。パッケージツアーの場合、ツアーの集団になじめないために旅行の楽しさが損なわれる可能性がある（自分以外が全員夫婦だった、自分だけ年齢が離れていた、気の合わない客がいた等）。個人旅行ではこのような心配はない。なお、個人向け募集型企画旅行では一部（空港の送迎やオプショナルツアー）で他人と混載することがある。

#### 最低催行人数が存在しないメリット
ほとんどの団体向けパッケージツアーでは最低催行人数が定められており、参加人数がこれを下回ると旅行自体が中止になってしまう。個人旅行ではこのような心配はない。

### 欠点

#### 価格
大人数の参加を前提とした団体向けパッケージツアーと比較して、同一行程・同一内容では旅行代金が高くなる傾向がある。これは各種の団体料金が適用されにくいためである。しかし、以下の工夫によって団体向けパッケージツアーよりも旅行代金を抑えることも可能である。
- いわゆる格安航空券を利用する。最近の旅行会社のほとんどが格安航空券を取り扱っている。
- 可能な限り公共交通機関を利用する。
- 現地オプショナルツアーを上手に活用する。運賃や入場料の関係で、個人で訪れるよりもオプショナルツアーを利用したほうが安いことがある。特に現地の旅行会社の催行するオプショナルツアーは安いが、一部の例外を除いて日本語が通用しない。
- ユースホステル・民宿・B&B・ゲストハウスなどの低価格の宿泊施設を利用する。施設によっては旅行会社や代理店による取り扱いが無く、インターネットや電話で直接予約しなければならないことがある。

なお、景気の低迷に合わせて団体向けパッケージツアーの値下がりが続いており、特にアジア向けを中心に航空券の値段をも下回るツアーも存在する。これらは免税店や土産物屋に立ち寄ることが参加の条件になっており、同一内容でこれよりも安く個人旅行を行うのは難しい。

#### 保障の有無
個人旅行の保障の有無については、旅行代理店との契約によって異なる。
自由旅行が自己責任であることは言うまでもないが、手配旅行も旅行代理店側に補償義務はなく、トラブルや日程変更に際しては自分自身が航空会社やホテル等と直接交渉するのが原則となる。近年はインターネット上で航空券やホテルの予約が可能になってきているが、予約後の問い合わせや交渉が円滑に行われるとは限らない。特に海外のウェブサイトを利用した場合、英語で交渉しなければならない場合が多いため注意が必要である。
それに対し、受注型企画旅行および個人向け募集型企画旅行では、個人向けの旅行であっても通常のパッケージツアーと同様の保障を受けることができる。旅行中の事故や旅行日程の変更などに対して補償金の支払いが義務付けられているほか、旅先等でのトラブルについても旅行会社側の対応に委ねることができる。

#### 訪問先の制限
以下のように、個人旅行では訪問が困難な場所もある。
- 美術館等の非公開部分、科学施設、軍事施設など。これらを訪れるには特別な許可を得たパッケージツアーに参加しなければならない。
- 個人客の入場を制限している観光地（夏季のエカテリーナ宮殿など）。何らかの理由で集団の客を優先して入場させるためである。これらは現地オプショナルツアーに参加することで訪問が可能になることが多い。

#### 国家による制限
旅行代理店を通したツアーの形態でなければ入国ができない国（ブータン、サウジアラビア、北朝鮮、中国チベット）を訪れるには、受注型企画旅行または募集型企画旅行を利用しなければならない。これらに個人で申し込めば個人旅行が可能であるが、それでもガイドとともに事前の計画通りに行動しなければならず、いずれにせよ「自由旅行」は不可能である。
ロシアを旅行するためには、ロシア外務省の公認するロシア国内の旅行代理店を通じてホテルを予約し、それを証明する書類（招待状＝インビテーション）を入手したうえでロシア大使館に提出する必要がある。これらの手続きは個人では難しいため、日本国内の旅行代理店に代行してもらうのが普通である。形態としては手配旅行（ホテルの予約と招待状の発行のみを依頼する）、受注型企画旅行、募集型企画旅行のいずれかを利用することになる。なおガイドは不要であり、ロシア国内では自由に行動できる。

#### 案内・送迎
団体向けパッケージツアーでは当然とされる、空港でのチェックイン、出入国手続き、現地での送迎、宿泊施設のチェックインなどの世話が無いか、または簡素化されている。
- 自由旅行・手配旅行では上記サービスは原則として無い。現地送迎については旅行代理店に個別に依頼することで可能になることもある。
- 受注型企画旅行では事前に旅程に含めてもらうことで上記のサービスも可能である。また、交通事情や治安の悪い地域においては料金に現地送迎が含まれていることがある。
- 個人向けパッケージツアーでの対応は様々である。上記全てが含まれているものもあれば、一切を個人で行わなければならないものもある。現地送迎は安全のため多くのプランで行われているようである。

## 各国の個人旅行

### 中国
通常、観光政策は国内観光が先行した後で国際観光が展開されていくことが多い。しかし、中国の場合は、外貨獲得のためのインバウンド国際観光が先行し、そのあとで国内観光やアウトバウンド国際観光が発展した。
中国の一般国民にアウトバウンドの国際観光が許可されたのは1983年からである。出国観光は1997年に初めてシンガポール、タイおよびマレーシアーへの親族訪問以外の観光が認められたが団体旅行のみに制限されていた。2003年に香港への個人観光が試験的に許可されてから段階的に規制が緩和され個人旅行も認められるようになった。